# تصور کن (ویدئو گل گدوت)
در ۱۸ مارس ۲۰۲۰، بازیگر اسرائیلی، گل گدوت، ویدئویی را در اینستاگرام منتشر کرد که در آن خود او به همراه ۲۴ تن از دوستان مشهورش، ترانهٔ «تصور کن» اثر جان لنون را بازخوانی می‌کردند. این اقدام با هدف بالا بردن روحیهٔ عمومی در مواجهه با دنیاگیری کووید-۱۹ انجام شد.

## خاستگاه
گل گدوت این ویدئو را با کمک کریستن ویگ سازمان‌دهی کرد. او در گفت‌وگویی با این‌استایل گفت: «همه‌گیری پیش از آنکه به اینجا (ایالات متحده) برسد، در اروپا و اسرائیل به همان شکل در جریان بود. من می‌دیدم که اوضاع به کجا دارد می‌رود.» بنابراین به ویگ گفت: «ببین، من می‌خوام یه کاری بکنم.»
گدوت گفت که پس از دیدن مردی در ایتالیا که ترانهٔ «تصور کن» را از بالکن خانه‌اش با ترومپت می‌نواخت، برای ساخت این ویدئو الهام گرفت.